# Kaneeldikbekje
Het kaneeldikbekje (Sporophila cinnamomea) is een zangvogel uit de familie Thraupidae (tangaren).

## Verspreiding en leefgebied
Deze soort komt voor van Paraguay tot het zuidelijke deel van Centraal-Brazilië, Uruguay en noordoostelijk Argentinië.